# Dave Zeltserman
David (Dave) Zeltserman (Boston, 23 maggio 1959) è uno scrittore statunitense autore di romanzi polizieschi..
Dopo la laurea in matematica all'Università del Colorado e un master in informatica all'Università di Boston, ha lavorato per venticinque anni nello sviluppo di software per grandi aziende di comunicazione. In seguito alla pubblicazione del suo primo romanzo, ha lasciato la sua attività lavorativa per dedicarsi alla professione di scrittore di romanzi polizieschi. 
Molti dei suoi racconti sono stati pubblicati in importanti riviste di settore. Il suo primo romanzo, Fast Lane (pubblicato in Italia da Meridiano Zero con il titolo L’occhio privato di Denver) ha riscontrato il successo della critica. 
Nel 2007 è uscito il suo secondo romanzo Bad thoughts. In seguito, è stata pubblicata una trilogia composta da Small crimes, Pariah e Killer, incentrata sulla storia di un poliziotto corrotto che esce di prigione e che ha quale leitmotiv il tema della corruzione. 
In Italia i suoi lavori sono pubblicati da Fanucci Editore e da Time Crime.

## Opere
- L'occhio privato di Denver  (Fast Lane) (2004)
- Bad Thoughts (2007)
- Piccoli crimini (Small Crimes) (2008)
- Bad Karma (2009)
- La vera storia di Kyle Nevin (Pariah) (2009)
- Killer (Killer) (2010)
- The Caretaker of Lorne Field (2010)
- Outsourced (2011)
- Blood Crimes (2011)
- Dying Memories (2011)
- Julius Katz and Archie (2011)
- A Killer's Essence (2011)
- Monster: A novel of Frankenstein (2012)